# Așot al III-lea al Armeniei
Așot al III-lea (armeană Աշոտ Գ) a fost un rege al Armeniei medievale în anii 952/53–77. Cunoscut ca Așot al III-lea cel Milostiv (Աշոտ Գ. Ողորմած) și recunoscut de liderii străini ca Shahanshah (rege al regilor) al Mets Hayk' (Armenia Mare), și-a mutat sediul reședinței regale la Ani și a fost martorul dezvoltării acestuia și a întregului regat. Armenia a atins culmea epocii sale de aur în timpul regimului său și al succesorilor săi, Smbat al II-lea⁠(d) (977–89) și Gagik I⁠(d) (990–1020).